# Myrmidonistis
Myrmidonistis és un gènere monotípic d'arnes de la família Crambidae descrit per Edward Meyrick el 1887. Conté només una espècie, Myrmidonistis hoplora, descrita en el mateix article, que es troba a Austràlia, on ha estat registrada a Queensland.
L'envergadura alar és d'uns 23 mm.